# Fernando Torres Martín
Fernando Torres Martín (* 25. Dezember 1978 in Llerena) ist ein spanischer Straßenradrennfahrer.
Fernando Torres gewann 2002 eine Etappe bei der Vuelta a Ávila und bei der Volta a Galicia gewann er zwei Tagesabschnitte sowie die Gesamtwertung. Im nächsten Jahr wurde er Gesamterster bei der Tour des Pyrénées und er gewann die zweite Etappe der Vuelta al Goierri. 2004 wurde er dann Profi bei dem spanischen Radsportteam Cafés Baqué und ein Jahr später wechselte er zu Spiuk-Semar. In seinem zweiten Jahr dort war er bei einem Teilstück der Troféu Joaquim Agostinho erfolgreich und 2007 gewann er die erste Etappe der Volta a Tras os Montes e Alto Douro.

## Erfolge
2003
- Gesamtwertung Tour des Pyrénées

2006
- eine Etappe Troféu Joaquim Agostinho

## Teams
- 2004 Cafés Baqué
- 2005 Spiuk-Semar
- 2006 Spiuk-Extremadura
- 2007 Extremadura-Spiuk